# Horozyklischer Fluss
In der Mathematik ist der horozyklische Fluss ein Beispiel eines algebraisch beschreibbaren chaotischen dynamischen Systems.

## Definition
Es sei {\displaystyle F} eine hyperbolische Fläche, also eine Riemannsche Mannigfaltigkeit der Form 
{\displaystyle F=\Gamma \backslash H^{2}},
wobei {\displaystyle H^{2}} die hyperbolische Ebene und {\displaystyle \Gamma \subset \operatorname {Isom} (H^{2})} eine diskrete Gruppe von Isometrien ist. 

Das Poincaré-Modell der hyperbolischen Ebene, verschiedene im selben Punkt endende Geodäten (in rot) und ein zugehöriger Horozykel (in blau).

Betrachte die hyperbolische Ebene {\displaystyle H^{2}} und ihr Einheitstangentialbündel {\displaystyle T^{1}H^{2}}. Die Wirkung der Gruppe der orientierungserhaltenden Isometrien
{\displaystyle \mathrm {Isom} ^{+}(H^{2})\simeq {PSL}(2,\mathbb {R} )}
auf {\displaystyle T^{1}H^{2}} 
induziert eine Bijektion zwischen {\displaystyle PSL(2,\mathbb {R} )} und {\displaystyle T^{1}H^{2}}. Wir betrachten die Wirkung von {\displaystyle PSL(2,\mathbb {R} )} auf {\displaystyle T^{1}H^{2}=PSL(2,\mathbb {R} )} als Linkswirkung. Dann entspricht der horozyklische Fluss {\displaystyle \Psi _{t}} der Rechtswirkung von {\displaystyle \left({\begin{array}{cc}1&t\\0&1\end{array}}\right)} auf {\displaystyle PSL(2,\mathbb {R} )}.
Diese Rechtswirkung {\displaystyle \Psi _{t}} kommutiert mit der Linkswirkung von {\displaystyle \Gamma }, induziert also eine wohldefinierte Wirkung {\displaystyle \Psi _{t}} auf dem Einheitstangentialbündel
{\displaystyle T^{1}F=\Gamma \backslash T^{1}H^{2}},
die als horozyklischer Fluss bezeichnet wird.
Die Orbits des horozyklischen Flusses sind die Projektionen auf die Fläche {\displaystyle F} der Einschränkungen des Einheitstangentialbündels {\displaystyle T^{1}H^{2}} auf den Horozykeln in der hyperbolischen Ebene.

## Eigenschaften

### Wechselwirkung mit anderen Flüssen
Eine häufig verwendete Eigenschaft des horozyklischen Flusses ist seine Wechselwirkung mit dem geodätischen Fluss {\displaystyle \Phi _{t}}. Es gilt
{\displaystyle \Phi _{s}\Psi _{t}\Phi _{-s}=\Psi _{e^{2s}t}}
für alle {\displaystyle s,t\in \mathbb {R} }. Insbesondere sind die Orbits des horozyklischen Flusses die stabilen Mannigfaltigkeiten des geodätischen Flusses.
Häufig wird auch der sogenannte negative horozyklische Fluss {\displaystyle \Psi _{t}^{-}} betrachtet, dessen Wirkung auf {\displaystyle T^{1}H^{2}=PSL(2,\mathbb {R} )} durch die Rechts-Wirkung von {\displaystyle \left({\begin{array}{cc}1&0\\t&1\end{array}}\right)} auf {\displaystyle PSL(2,\mathbb {R} )} gegeben ist. Für diesen gilt 
{\displaystyle \Phi _{s}\Psi _{t}^{-}\Phi _{-s}=\Psi _{e^{-2s}t}^{-}},
seine Orbits sind die unstabilen Mannigfaltigkeiten des geodätischen Flusses.

### Kompakte Flächen
Wenn {\displaystyle F} kompakt ist, dann ist der horozyklische Fluss minimal, ergodisch bzgl. des Liouville-Maßes (welches im Fall hyperbolischer Flächen mit dem Bild des Haar-Maßes unter der Projektion {\displaystyle PSL(2,\mathbb {R} )=T^{1}H^{2}\to T^{1}F} übereinstimmt) und sogar eindeutig ergodisch, d. h. jedes Fluss-invariante Maß ist ein skalares Vielfaches des Liouville-Maßes. Insbesondere sind alle Orbits gleichverteilt bzgl. des Liouville-Maßes.

### Nichtkompakte Flächen endlichen Volumens
Wenn {\displaystyle F} endliches Volumen (bzgl. des Haar-Maßes) hat, aber nicht kompakt ist, dann hat man periodische Orbits (entsprechend den geschlossenen Horozykeln um die Spitzen von {\displaystyle F}), aber mit Ausnahme der Linearkombinationen von Dirac-Maßen auf diesen periodischen Orbits sind die skalaren Vielfachen des Liouville-Maßes wieder die einzigen Fluss-invarianten Maße und alle nichtperiodischen Orbits sind gleichverteilt bzgl. des Liouville-Maßes.